# Kongruence matic
V matematice se dvě čtvercové matice {\displaystyle {\boldsymbol {A}}} a {\displaystyle {\boldsymbol {B}}} stejného řádu nad stejným tělesem nazývají kongruentní, pokud existuje regulární matice {\displaystyle {\boldsymbol {P}}} taková, že
{\displaystyle {\boldsymbol {P^{\mathrm {T} }AP}}={\boldsymbol {B}}},
kde {\displaystyle \mathrm {T} } značí transpozici matice. Maticová kongruence je relace ekvivalence.
Maticová kongruence se objevuje při studiu změny báze na Gramovu matici reprezentující bilineární formu nebo kvadratickou formu na vektorovém prostoru konečné dimenze. Dvě matice jsou kongruentní, právě když reprezentují stejnou bilineární formu jen vzhledem k různým bazím. 

## Kongruence reálných matic
Sylvesterův zákon setrvačnosti říká, že dvě kongruentní reálné symetrické matice mají stejný počet kladných, záporných a nulových vlastních čísel. Počet vlastních čísel daného znaménka je invariantem související kvadratické formy a nazývá se její signaturou. 